# Supul
Supul is een bestuurslaag in het regentschap Timor Tengah Selatan van de provincie Oost-Nusa Tenggara, Indonesië. Supul telt 1574 inwoners (volkstelling 2010).